# 朱紅色
朱紅色（英語：Vermilion）是一種红色系顏色，介乎紅色和橙色之間，最能引起人們聯想到的是由一種不透明的硃砂而制成的顏色。
朱紅色的硃砂從上古已使用，曾當作搽粉的胭脂。但顏料成份是硫化汞，而汞的化合物都是有汞毒性的；後轉而多用於其他非人體用途的塗料。因為最純正的硃砂是非常罕見的，自然而言，朱紅色這顏色極端珍貴。在中世紀，朱紅色顏料有如金箔一樣珍貴。在2007年，一支35毫升真正的中國朱紅色油漆，亦可能花費170美元。
繪畫上，朱紅色由鎘做顏料制成，因為鎘比水銀更穩定，特別用於水彩上。水彩的主流商業來源是Blockx。不同於汞硫化物，鎘硫化物加工後所成的暖色系顏色範圍非常大，包括加上硒或鋅而獲得顏色。範圍從檸檬黃到深紅色，有時稱為「鎘紫色」。

## 歷史
朱砂颜料的首次使用记录可追溯到公元前 8000-7000 年，发现于现代土耳其的新石器时代村庄Catalhoyuk 。朱砂于公元前 5300 年左右开始在西班牙开采。在中国，朱砂作为颜料的第一个记录使用是在仰韶文化（公元前5000-4000年），它被用来画陶瓷、覆盖房间的墙壁和地板，以及用于仪式。

## 種類

### 中國紅
“中國紅”（英语：China red）或“中國紅色”（英文：Chinese red）是用於中國漆器的朱紅色的名稱。右邊的資訊框中列出了其中一種樣式；根據顏料的製備方式和漆的塗抹方法，這種顏色的深淺可能會有所不同。中國紅最初是使用粉末狀的朱砂礦物製成的，但從大約8世紀開始，這種顔色開始通過化學工藝將汞與硫磺結合製成。朱紅色在道教文化中具有重要意義，被視為生命與永恆的顏色。
朱紅色也是中國傳統藝術中的紅色顏料。中國印章用來列印的物質就是朱紅色硃砂糊，硃砂顏料也使用中國紅色亮漆中。道教文化中，把朱紅色視為生活和永恆的顏色。由于朱红色为正色，多用于皇帝的御批中以及皇宫的宫墙装饰上，官宦人家和地方富豪也常常用朱红色涂刷大门。
以“Chinese red”作爲英文中的顔色名稱最早可追溯到1924年。

### 朱色
朱色（しゅいろ、しゅしょく、しゅういろ）は色の一つ。朱肉のような、やや黄を帯びた赤色について呼ばれる。JIS慣用色名では「あざやかな黄みの赤」（略号 vv-YR）と定義している。日本の伝統色名である。単に朱（しゅ）ともいう。暖色のひとつ。

### 真朱
朱色とは元来は天然赤色顔料辰砂の色であり、色名としての朱色は本来この色をさす。しかし、後に硫黄と水銀から人工顔料の銀朱（バーミリオン）が作られたため、天然顔料としての朱の色であることを強調する場合には真朱（しんしゅ）・本朱（ほんしゅ）という。朱肉にも古くは真朱が用いられていた。
銀朱よりも赤みの強い深い色合いである。

### 銀朱
天然顔料本来の色である真朱に対して、硫黄と水銀から人工的に作られた化合物としての硫化水銀(II)HgSの色を銀朱（ぎんしゅ）という。英語ではバーミリオン（ヴァーミリオン、Vermilion）とよばれ、一般的にはこちらのほうがよく知られる。また、現在「朱」とよばれる顔料も多くはこの色をしており、単に朱色といった場合もこちらの色合いをさす場合がある。朱肉の多くもこの色をしている。
真朱よりは黄色味の強い鮮やかな色である。
辰砂の英訳であるシナバー（cinnabar）が色名として用いられることがあるが、その色合いは実際には銀朱に近いか、さらに鮮やかなオレンジ色であることが多い。

## 各色彩標準中的朱紅色

### JIS
在JIS慣用色名標準中收納了和色名的「朱色」和洋色名的（英語：vermilion）兩種名稱。這兩者在規範文件內記載的孟式色表是相同數值，為調配真朱與銀朱的基礎色。

### GB
在 GB/T 37370-2019《中国常见色色名和色度特性》中收纳了中国常见色色名的「朱（大红）」，依照中国颜色体系标号为 7.1R 4.4/13.8。

### 引用
1. ↑  Maerz and Paul A Dictionary of Color New York:1930 McGraw-Hill Page 192; Color Sample of Chinese Red: Page 29 Plate 3 Color Sample J12
2. ↑  日本產業標準調查會（JISC）（日语：日本産業標準調査会）、JISZ8102 物体色の色名（1957年10月30日制定、2001年3月20日改正） （页面存档备份，存于）、p20（付表1 慣用色名 色名1）。2020年1月31日閲覧。（日語）
3. ↑  . kotobank （日语）.